# Antonio Benedetto Antonucci

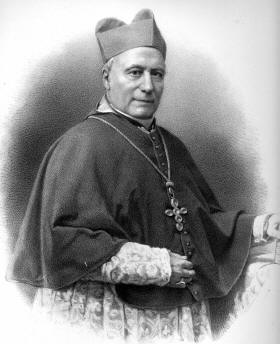
Antonio Benedetto Kardinal Antonucci

Antonuccis Kardinalswappen

Antonio Benedetto Antonucci (* 17. September 1798 in Subiaco; † 29. Januar 1879 in Ancona) war ein Kardinal der Römischen Kirche.

## Leben
Am 22. September 1821 empfing Antonucci die Priesterweihe und war danach Professor für Zivil- und Strafrecht in Rom. Er gehörte zur päpstlichen Diplomatie und war zunächst von 1829 bis 1840 im Königreich der Niederlande tätig. Ab 1840 war er Bischof von Montefeltro. Die Bischofsweihe spendete ihm der damalige Kardinalstaatssekretär, Luigi Lambruschini, am 18. Juli 1841. 1842 wurde Antonucci Bischof von Ferentino.
In den Jahren von 1844 bis 1851 war Antonucci Apostolischer Nuntius für das Königreich Sardinien. Von 1851 bis 1879 war er Erzbischof von Ancona. Er wurde im Konsistorium vom 15. März 1858 von Papst Pius IX. zum Kardinal erhoben und kurz darauf als Kardinalpriester der Titelkirche Santi Silvestro e Martino ai Monti installiert. Kardinal Antonucci nahm am Konklave von 1878 teil, das Papst Leo XIII. wählte.